# واوکس سور بلیس
واوکس سور بلیس (به فرانسوی: Vaux-sur-Blaise) یک کامین در فرانسه است که در Canton of Wassy واقع شده‌است.

## خصوصیات
واوکس سور بلیس ۷٫۱۹ کیلومترمربع مساحت و ۴۴۰ نفر جمعیت دارد و ۱۷۵ متر بالاتر از سطح دریا واقع شده‌است.